# 恆皇后
恆皇后侯氏（？—？），明懿祖朱四九妻。
侯氏事跡不詳，只知她嫁與明懿祖及生四子：明熙祖朱初一、朱初二、朱初五及朱初十。韩林儿龙凤九年（1363年），赠朱四九资德大夫、江南等处行中书省右丞、上护军、司空、吴国公，侯氏赠公夫人。洪武元年（1368年），明太祖追上諡號為恆皇后。